# Feldflieger Abteilung

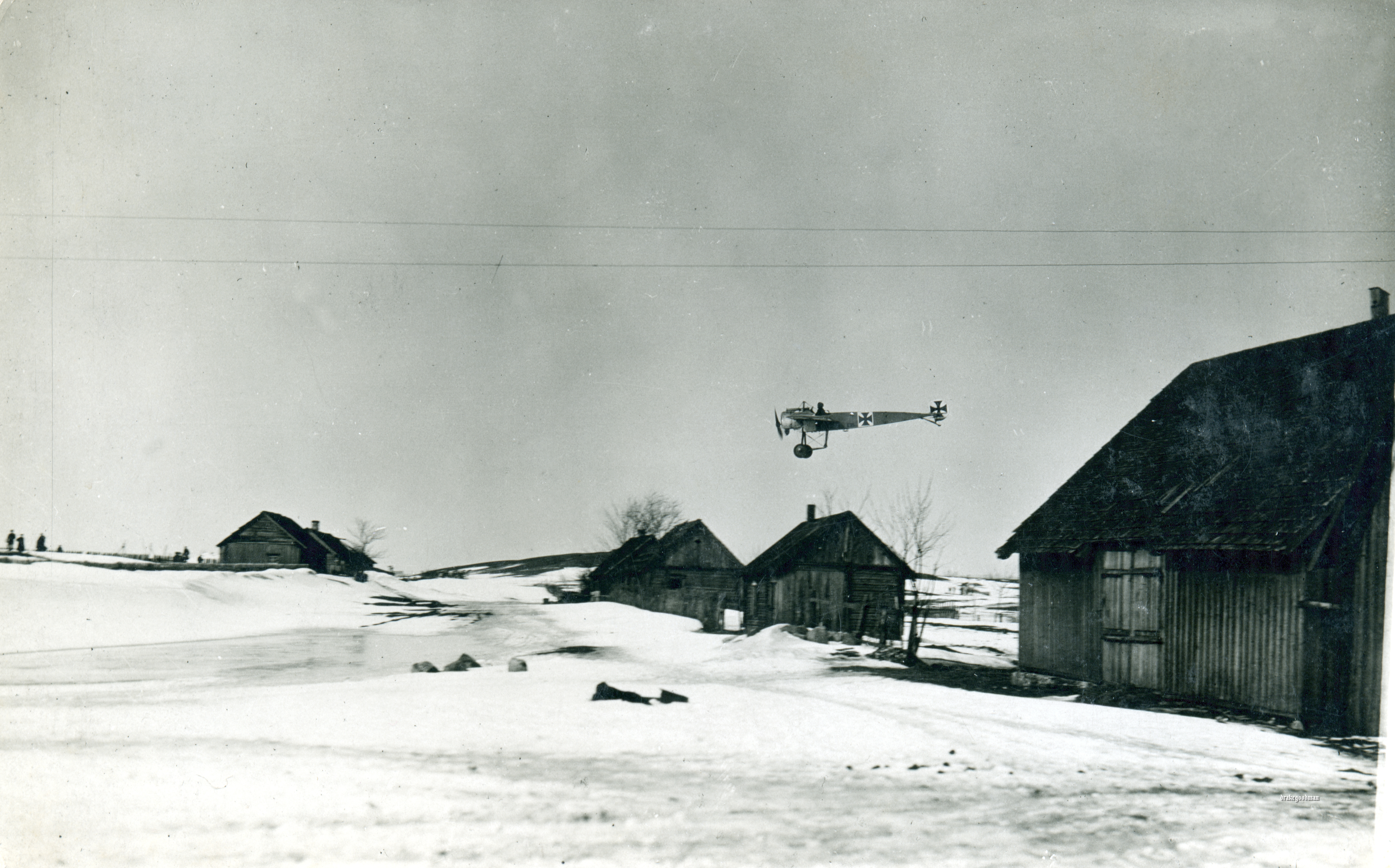
/35 du Feldflieger Abteilung 14 se préparant à atterrir sur un aérodrome du front de l'Est.

Feldflieger Abteilung (FFA, qui peut se traduire par « groupe d'aviation de campagne ») est le nom des premières unités d'aviation militaire des Fliegertruppen des deutschen Kaiserreiches (« troupes d'aviation de l'Empire allemand ») formées en 1912 et devenues la Luftstreitkräfte le 8 octobre 1916, au cours de la Première Guerre mondiale.
Les Fliegertruppen des deutschen Kaiserreiches, le service aérien de la Deutsches Heer, sont créées en 1912. Au moment de son organisation initiale, le nouveau service aérien est composé de cinq Flieger Bataillone, composés chacun de quatre compagnies (désignées sous le nom de Feldflieger Abteilung), qui commencent à se former en 1913. Quatre de ces unités sont rattachées à l'armée prussienne et une à l'armée bavaroise. La Saxe forme quant à elle un détachement rattaché à un Flieger Bataillon prussien. Chacun de ces bataillons est une unité administrative chargée d'assurer des vols pour le QG de chaque armée et corps d'armée. L'usage des avions dans l'armée impériale allemande est théorisé dès le début des années 1910, mais les Flieger Bataillone doivent faire face à un manque chronique d'appareils et de pilotes, qui n'est solutionné que partiellement au début de la Première Guerre mondiale.
Lorsque la guerre éclate, il y a 33 Feldflieger Abteilungen (FFA) organisés, un pour chacune des huit armées et un pour chacun des vingt-cinq corps d'armée réguliers, plus six Festungflieger Abteilungen (Groupe d'aviation de forteresse) pour la défense locale des villes importantes d'Allemagne. Chaque FFA, dont le numéro correspond généralement à celui de l'unité à laquelle il est affecté, est équipé de six avions biplaces correspondants aux catégories Idflieg A (monoplan non armé) ou B (biplan non armé) pour mener des missions de reconnaissance ou d'observation d'artillerie. Les vols à longue distance sont laissés à la charge des Zeppelins.
En mars 1915, le nombre de Feldflieger Abteilungen a doublé et l'aviation militaire a commencé à se spécialiser avec l'apparition dans l'armée impériale allemande d'unités dédiées à la chasse et au bombardement. Ces deux dernières spécialités ne sont pas encore formalisées mais donneront naissance l'année suivante aux Kampfstaffeln et Jagdstaffeln (respectivement escadrilles de combat et escadrilles de chasse). Les Fliegertruppen des deutschen Kaiserreiches changent de nom le 8 octobre 1916 pour devenir la Luftstreitkräfte et les Feldflieger Abteilungen sont dissous au profit de formations plus spécialisées.